# Tila capsophilella
Tila capsophilella is een vlinder uit de familie tastermotten (Gelechiidae). De wetenschappelijke naam is voor het eerst geldig gepubliceerd in 1900 door Chretien.
De soort komt voor in Europa.